# Hans Reijnders (voetballer)
Hans Reijnders (23 juni 1955) is een Nederlands voormalig voetballer die als verdediger speelde. Hij speelde zijn gehele carrière voor AZ '67.

## Carrière
Reijnders begon bij Vitesse '22 voor hij in de hoogste jeugd van AZ '67 kwam. In 1978 kwam hij bij de eerste selectie. Reijnders was in zijn loopbaan nooit lang een onomstreden basisspeler, maar kwam toch steeds terug in het team. Hij kwam in totaal tot 184 wedstrijden. Met AZ werd Reijnders in het seizoen 1980/81 landskampioen en won hij de KNVB Beker. Ook in het seizoen 1981/82 won hij met AZ de KNVB Beker. Reijnders was basisspeler in de thuiswedstrijd in de finale van de UEFA-cup 1980/81 die door AZ over twee wedstrijden verloren werd van Ipswich Town. In 1982 mocht Reijnders niet verhuurd worden aan Helmond Sport. In 1986 kreeg hij samen met Peter Arntz een afscheidswedstrijd bij AZ. Nadien was hij actief als trainer in het amateurvoetbal.
Doelmannen: De Koning · Treijtel

Verdedigers: Anema · Filippo · Hovenkamp · Van der Meer · Metgod · Reijnders · Spelbos · Van Rijnsoever · Steinmann · Weijsters

Middenvelders: Arntz · Gaasbeek · Jonker · Nygaard · Oort · Peters

Aanvallers: Van den Dungen · Kist · Talan · Tol · Welzl